# Николаевский, Юрий Васильевич
Юрий Васильевич Николаевский (14 февраля 1937 — 2004) — украинский, ранее советский журналист, шахматист, в 20 лет стал самым молодым мастером спорта СССР по шахматам.  

## Биография
Юрий Николаевский родился 14 февраля 1937 года в Киеве. В школьные годы занимался боксом, имел второй юношеский разряд, позже увлёкся шахматами. 
Окончил исторический факультет Киевского университета. Был профессиональным шахматистом.  
В 1957 году, в двадцать лет, Юрий Николаевский стал самым молодым в СССР мастером спорта по шахматам. 
В 1958 году Николаевский стал чемпионом мира среди студентов в составе сборной. В одной команде с Юрием Николаевским были будущие чемпионы мира Михаил Таль и Борис Спасский. 
В составе команды играл в первенствах мира среди студентов в 1958-1960 году. Чемпион Киева по шахматам 1958 и 1962 года. 
В 1962 году стал победителем II Всесоюзного массового турнира. Это был один из первых турниров по швейцарской системе в десять туров. В нем приняли участие 102 шахматиста. Николаевский получил 8 очков из 10, не потерпев ни одного поражения. Позади остались такие сильные шахматисты, как Владимир Багиров, Алексей Суэтин, Эдуард Гуфельд. 
В 1963 году в чемпионате Украины Николаевский набрал 11 очков из 17. В восьми партиях победил, потерпел три поражения и на пол-очка опередил Эдуарда Гуфельда. Николаевский ещё дважды Юрий становился чемпионом Украины, в 1967 и в 1977 году.  
В 1965 году в полуфинале чемпионата страны летом в Калининграде Николаевский вышел в финал. Он лидировал на протяжении всего соревнования, однако в предпоследнем туре потерпел поражение от московского гроссмейстера Евгения Васюкова. По итогам соревнований Николаевский, Геннадий Кузьмин из Луганска и гроссмейстер Васюков набрали по 10 очков из 14. По дополнительным показателям первое и второе место заняли Николаевский и Кузьмин. 
Выйти в финал чемпионата СССР 1965 года Николаевский не смог. После соревнований Николаевский вместе с кандидатом в мастера спорта по шахматам Устиновым из Киргизии гуляли по набережной Калининграда, где у них возник конфликт с пятью моряками. Двое шахматистов избили пятерых моряков так, что один моряк оказался в больнице: Устинов был мастером спорта по боксу в полулегком весе, а Николаевский – разрядником в полутяжелом. 
Участвовавший в соревнованиях гроссмейстер Васюков представил произошедшему конфликту широкую огласку, о драке шахматистов написала газета «Советский спорт». В результате Госспорткомитет наказал Николаевского за «систематические нарушения спортивного режима»: ходатайствовал о лишении киевлянина звания мастера спорта и лишил права играть в финале чемпионата СССР, включив в финал Васюкова. 
Шахматист Ефим Маркович Лазарев рассказывал, о том что потерпевший моряк отказался писать заявление и Юрий Николаевский вернулся в Киев. Относительно лишения Николаевского звания мастера спорта, вице-президент Всесоюзной шахматной федерации Михаил Бейлин сказал о том, что звание мастера спорта не отнимут и неофициально в шахматной федерации поддержали Николаевского и Устинова.
В сентябре 1966 года Николаевский выиграл следующий полуфинал страны. Он на два очка опередил гроссмейстера Николая Крогиуса и международного мастера Владимира Либерзона. Дебют в чемпионате страны у Николаевского не сложился, он что он выиграл четыре партии. Одну из них черными – у Васюкова, в глубоком эндшпиле он переиграл гроссмейстера, как новичка.
В 1968 году Николаевский отправился в Варну, где выполнил первый балл международного мастера. По правилам нужно было выполнить два балла, второй возможности украинскому шахматисту не дали. 
В 1976 Николаевский в третий раз стал чемпионом Украины, в том же году победил 13-летнего Гарри Каспарова, а через два года сыграл с ним же вничью. В 1978 году 41-летнего Николаевского не включили в международный турнир, проходивший в Киеве. Позже мастер стал придерживаться классического стиля игры и больших успехов не показывал. 
Николаевский второй раз удачно женился, но произошла трагедия: его жена погибла под колесами троллейбуса. Это окончательно подкосило шахматиста, он замкнулся, подолгу не выходил из дома. Умер в 2004 году, точную дату смерти установить не удалось, его нашли только спустя некоторое время. 

## Участие в первенствах УССР и СССР
Участие в первенствах УССР: (1957) — 4-7-е; (1959) — 2-е; (1962) — 6-е; (1963 и 1977) — 1-е; (1967) — 1-2-е (с В. Жидковым).
Участие в первенствах СССР: XXXIV (1966/1967) — 20-е; XXXV (1967) — 41-57-е; XXXIX (1971) — 17-19-е места.

## Труды
Поляк Е. И., Николаевский Ю. В. Учитесь играть в шахматы. — Киев: Веселка, 1973. — На укр. яз.

## Семья
Был женат на исследовательнице украинского Голодомора журналистке Лилией Коваленко, с которой он вместе учился на историческом факультете.
| Графики недоступны из-за технических проблем. См. информацию на Фабрикаторе и на mediawiki.org. |